# Identità sospette
(Tagline del film)
Identità sospette (Unknown) è un film del 2006 opera prima del regista colombiano Simon Brand.

## Trama
Cinque uomini si risvegliano in un fatiscente magazzino dove vengono tenuti prigionieri, malconci e privi di memoria, nessuno di loro ricorda come sono arrivati lì e soprattutto non ricordano la propria identità. Avvisati di essere vittime di un rapimento a scopo di estorsione, i cinque uomini cercano di ricordare gli avvenimenti cercando un modo per tornare in libertà.
Tra rancori e sospetti i cinque uomini iniziano una guerra psicologica per far venire a galla la verità, perché questa è la loro unica arma per la sopravvivenza.

## Distribuzione
Il film è stato distribuito in Italia il 20 giugno 2008 (negli Stati Uniti era uscito il 3 novembre 2006), dalla Eagle Pictures ed è uscito in DVD e blu-ray disc, sempre per Eagle, l'11 novembre 2008.